# Geografia (Strabone)
La Geografia (in greco antico: Γεωγραφικά?, Gheographiká) è un'opera in diciassette libri di argomento storico-geografico, scritta in lingua greca dall'erudito greco Strabone, la cui composizione è databile tra il 14 e il 23 d.C.
Tramandata nella quasi totale interezza - con la sola eccezione di qualche lacuna nella parte finale del settimo libro - la Geografia è anche l'unica opera di questo autore che ci sia pervenuta. Si conosce, infatti, l'esistenza di una sua precedente trattazione di argomento storico, la cui stesura intendeva colmare le lacune temporali precedenti e, soprattutto, successive all'arco temporale coperto dall'opera di Polibio; ma di questa estesa composizione, i Commentari storici (Ἰστορικὰ ὑπομνήματα), articolata probabilmente in ben 47 libri, non ci è pervenuto altro che il frammento papiraceo Vogliano 46, conservato presso l'Università degli Studi di Milano, a cui sono da aggiungere brevi e frammentarie citazioni riportate da lui stesso o da altri autori, in particolar modo da Flavio Giuseppe.
Per la vastità dei materiali offerti al lettore, per i frequenti excursus storici, per la precisione dei riferimenti toponomastici, il testo di Strabone è opera fondamentale della storiografia greca e romana, strumento imprescindibile per lo studio di molti aspetti della civiltà e della storia del mondo antico mediterraneo.

## Fonti

### Fonti autoptiche
Strabone, descrive se stesso come un uomo che ha molto viaggiato, come mai avrebbe fatto alcun altro cultore della materia:
(Strabone, Geografia, II, 5, 11)
E tuttavia la sua esposizione non è quella di un periegeta, come sarà invece nella Guida della Grecia di Pausania. Neppure i suoi viaggi sembrano potersi considerare finalizzati o in qualche modo propedeutici alla realizzazione dell'opera visto che egli sembra servirsi ben poco delle conoscenze acquisite da osservazioni autoptiche: quando queste ricorrono, e sono rarissimi i casi, il contributo che aggiungono è solitamente accessorio e marginale, con l'unica probabile eccezione del caso di Corinto. Ma le scarne annotazioni autoptiche risultano per altro verso preziosissime per la datazione del complesso dell'opera e delle sue singole parti, oltre che per far luce su aspetti della vita e della cronologia di Strabone.

### Fonti scritte
Strabone, invece, dipende in maniera essenziale dalle sue fonti scritte, di volta in volta menzionate nel corso della descrizione o, in buona parte, preventivamente dichiarate.
Gli autori a cui attinge sono di varia estrazione: si va da poeti come Omero, da lui definito, in un altro passo, il padre della geografia, a filosofi, matematici e scienziati come Anassimandro, Ecateo, Eraclito, Democrito, Eudosso, Dicearco, Eforo di Cuma, Eratostene, Ipparco, oltre ovviamente a geografi e storici come Polibio, Posidonio, Artemidoro di Efeso, Eforo di Cuma, Apollodoro di Artemita.
Si tratta, a ben vedere, di un repertorio che rinvia costantemente a un ambiente e una tradizione scientifico-letteraria di cultura e lingua greca. Strabone non mostra, infatti, di tenere in gran conto geografi e storici di cultura latina o comunque di estrazione culturale diversa da quella greca: 
(Strabone, Geografia, III, 4, 19)
Dati questi presupposti, non stupisce se, perfino nella descrizione della Gallia, Strabone riesce a limitarsi a una sola e fugace menzione dei Commentari redatti da Giulio Cesare nel corso delle sue campagne galliche. In altro luogo dell'opera, volendo riferire della fama oratoria di Menippo di Stratonicea, non può fare a meno di un vago accenno a Cicerone che, avendone ascoltata di persona l'eloquenza, a buon titolo aveva potuto testimoniare il suo apprezzamento in un passo di una sua opera sulla retorica.

### Utilizzo delle fonti
Quello di Strabone è, con tutta evidenza, un lavoro basato su materiali estremamente disparati ed eterogenei, provenienti per di più da epoche diverse, e assai difformi nell'impostazione, nei diversi gradi di approfondimento e nella copertura spaziale e cronologica. 
Ne risulta, in maniera quasi obbligata, una disomogeneità della trattazione. C'è da aggiungere, comunque, che in Strabone, proprio in vista del carattere unitario della sua concezione geografica, è evidente la tendenza a far uso di un approccio di volta in volta diverso, a seconda dei luoghi descritti; infatti se si ammette, com'è nella sua ottica unitaria, che la sfera geografica non può prescindere dai differenti aspetti umani, economici, ambientali, allora l'approccio ad aree geografiche diverse deve essere ogni volta declinato in funzione delle particolarità dei suoi abitanti.

#### Peso e limiti della tradizione omerica
Vi è un altro importante elemento che contribuisce a conferire disomogeneità alla trattazione e incostanza nell'approfondimento, finendo per costituire un limite dell'opera: si tratta dell'accoglimento della testimonianza poetica di Omero quale fonte privilegiata della Geografia. Si è già ricordato il passo programmatico dei prolegomeni in cui l'autore dell'Iliade e dell'Odissea viene definito padre della geografia. A questo va ad aggiungersi, nell'VIII libro (il Peloponneso) una enunciazione di metodo critico:
(Strabone, Geografia, VIII, 1, 1)
Nonostante le premesse, Strabone avverte spesso il bisogno di non dare per scontata questa sua impostazione, preferendone ribadire la necessità ogni volta che se ne presenta l'occasione.
Procedendo da queste assunzioni programmatiche, il ruolo attribuito alla tradizione omerica e l'analisi critica che ogni volta ne consegue, comportano un notevole appesantimento dell'esposizione proprio per quei luoghi, come il Peloponneso, nei quali il confronto diretto con la narrazione epica si fa più serrato. Il solo fatto di aver attribuito al poeta epico il ruolo di autorità in campo geografico, secondo Albin Lesky, che vede in questo un influsso della Stoa, costituisce di per sé un limite metodologico che «gli impedisce di penetrare a fondo nelle cose».

## Finalità dell'opera e destinatari
È lo stesso autore a descrivere la scopo formativo e i destinatari della sua opera:
(Strabone, Geografia, I, 22-23)

### Prosa
In relazione a tale dichiarazione di metodo, e ai destinatari dell'opera, occorre rimarcare come il suo stile, pur senza esprimere particolari qualità, manifesti comunque un'aspirazione alla semplicità che non sembra più di tanto soggiacere ad influssi di impronta atticista e che ha il pregio di garantire alla sua prosa una piacevolezza di lettura che, unita all'interesse per le sue descrizioni, permane immutata ancora oggi. La sua lingua, vicina a quella di Polibio, mantiene il contatto con la lingua viva dell'epoca. Ne risulta una koinè ellenistica ricca di forme popolari e di novità lessicali.

## Concezione della geografia in Strabone

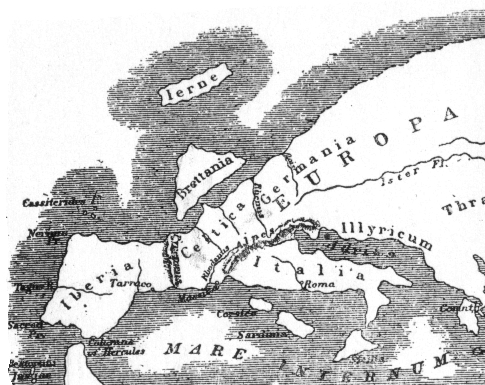
L'Europa nelloikoumene secondo Strabone.

### Unitarietà
La materia trattata riguardava la geografia dell'intero ecumene allora conosciuto, in un'accezione che non si riduceva ai soli aspetti della Geografia fisica, ma che teneva in considerazione le relazioni esistenti tra questi ultimi e le connotazioni culturali, etnografiche, storiche, politiche: si tratta di ambiti di indagine appartenenti alla sfera conoscitiva di quello che, con linguaggio attuale, possiamo definire geografia umana e politica.

### Importanza del rapporto con l'ambiente
È notevole ad esempio la sua osservazione su come l'espressione culturale di un popolo dipenda dal suo rapporto con il territorio. Strabone, ad esempio, individua la felice posizione della Grecia sul mare quale uno dei fattori della sua fortuna, stabilendo, in questo caso, un'interessante correlazione tra il progredire della civiltà di un popolo e il suo contatto con l'elemento marino.
Ma riguardo alla relazione con i luoghi, e all'importanza di questa nel condizionare il percorso di una civiltà, la sensibilità del geografo non incorre nell'errore di trascurare gli effetti che, sulla sfera ambientale, sono indotti dall'attività dell'uomo. Così, riferito alla città di Roma:
(Strabone, Geografia, I, 3, 8)

### Inclinazioni culturali dei popoli
Allo stesso tempo, insisteva sul fatto che i fattori ambientali e le interrelazioni con l'attività dell'uomo non erano in grado, da soli, di spiegare la grandezza di un popolo, senza considerarne le inclinazioni: nella determinazione della grandezza della civiltà greca, ad esempio, fermo restando la felicità del rapporto che essa aveva con il mare, Strabone attribuiva un grande peso all'interesse espresso da quella cultura per le arti, la politica, la speculazione scientifica e filosofica.

### Spessore diacronico della descrizione
È evidente inoltre propensione dell'autore a non accontentarsi di una descrizione cristallizzata a un'epoca a lui contemporanea: Strabone indulge spessissimo ad excursus diacronici, a divagazioni sia mitiche che storiche. Non è un fatto casuale; fedele ai suoi precursori, e tra essi in particolare Polibio, Strabone segue una precisa e dichiarata scelta di metodo:
(Strabone, Geografia, VI, 1, 2)
(Strabone, Geografia, I, 1, 2)

## Conoscenza geografica e filosofia

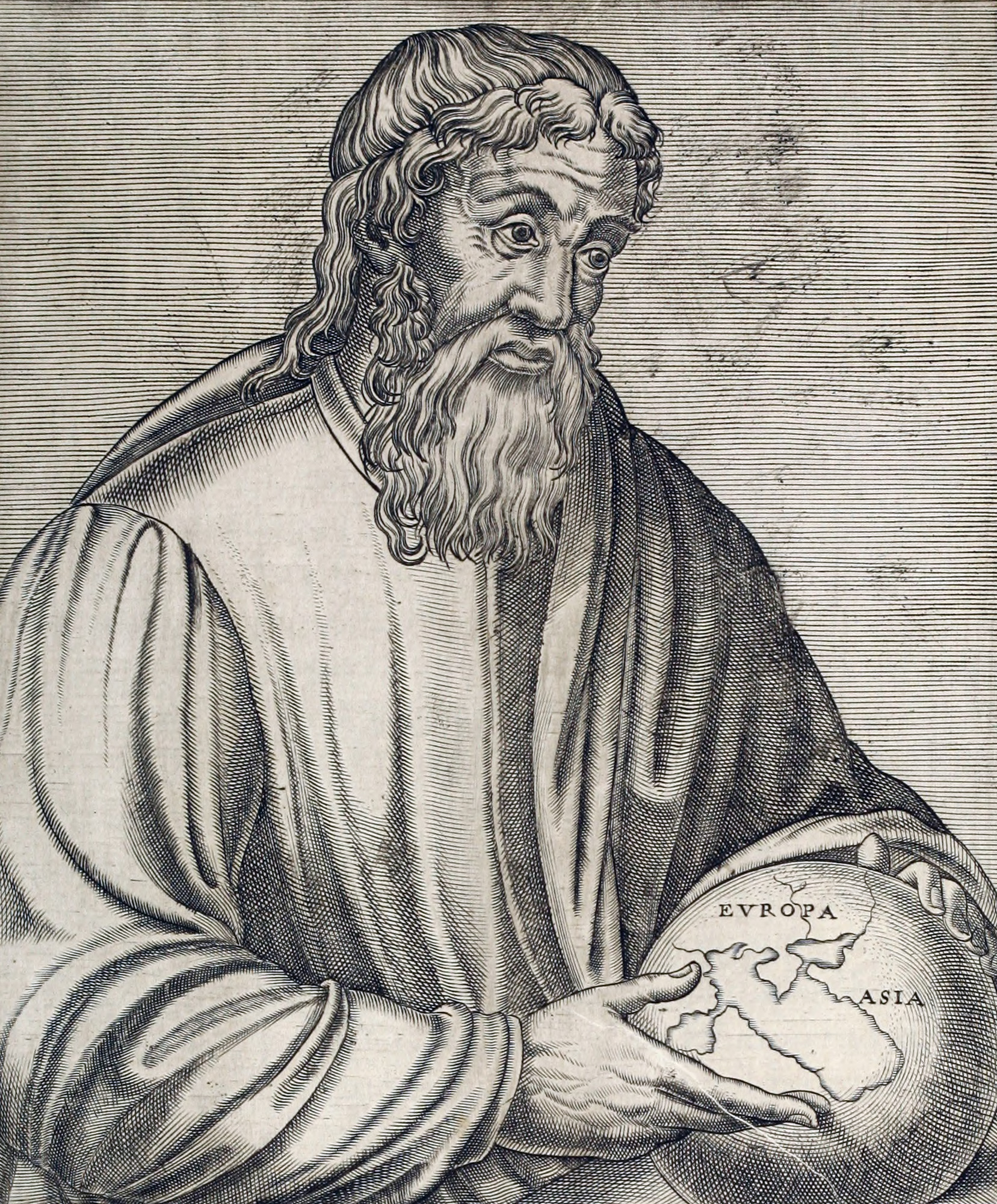
L'investigazione geografica ha, in Strabone, una portata eminentemente filosofica.

Nella concezione di Strabone, come si può vedere dal passo precedentemente citato, quella geografica è una forma di conoscenza che occupa un posto di grande rilievo. Così si esprime in apertura dell'opera:
(Strabone, Geografia, I, 1, 1)
La larghezza di vedute che essa presuppone, la vastità di conoscenze che pone in gioco, sono prerogativa di chi, per sua natura, è incline alle speculazioni sul senso più profondo dell'esistenza, la ricerca filosofica della felicità:
(Strabone, Geografia, I, 1, 1)

## Matematica, geometria, astronomia
L'autore poi si intrattiene spesso, nei Prolegomeni dei primi due libri, a discutere sull'importanza della matematica e della geometria nella conoscenza geografica: 
(Strabone, Geografia, I, 1, 20)
Ma sono proprio le confutazioni in cui si produce e le discettazioni che egli intesse, in rapporto agli autori che l'hanno preceduto, a rivelare come questi campi di conoscenza non dovessero essere quelli a lui più congeniali.

## Fortuna dell'opera

### Antichità
Il successo della Geografia di Strabone, nei due secoli successivi, non dovette essere proporzionale alla grandiosità della concezione e alla vastità del materiale presentato. Appare strano infatti, proprio in relazione a tali peculiarità che il testo straboniano sia completamente trascurato, per un paio di secoli, da logografi e scrittori greci e latini di geografia: Tolomeo arriverà a scrivere la sua importante Geografia trascurando completamente il testo straboniano; ma già Plinio, per altri versi un affastellatore acritico di notizie, mostra di ignorare completamente Strabone. In seguito, fino al V secolo, l'opera si guadagna qualche rara citazione, ma perché essa riceva la dovuta attenzione bisogna aspettare il secolo successivo quando Stefano di Bisanzio, nella redazione del suo lessico Ethnikà, incorporerà frequenti notizie attinte dal testo straboniano. Di questa epoca ci sono pervenuti una trentina di papiri, databili presumibilmente al periodo dal 100 al 300.

### Medioevo e Umanesimo
Queste caratteristiche suscitarono invece un interesse maggiore in epoche successive, Medioevo e Umanesimo, tanto da favorire la trasmissione quasi integrale del testo fino ai giorni nostri.
L'esposizione è infatti letteralmente costellata di annotazioni del genere più disparato: storia, miti di fondazione, mitologia, cultura, ambiente, opere d'arte; tutti questi elementi concorrono insieme a fare dell'opera una fonte inestimabile di informazioni.

### Età contemporanea

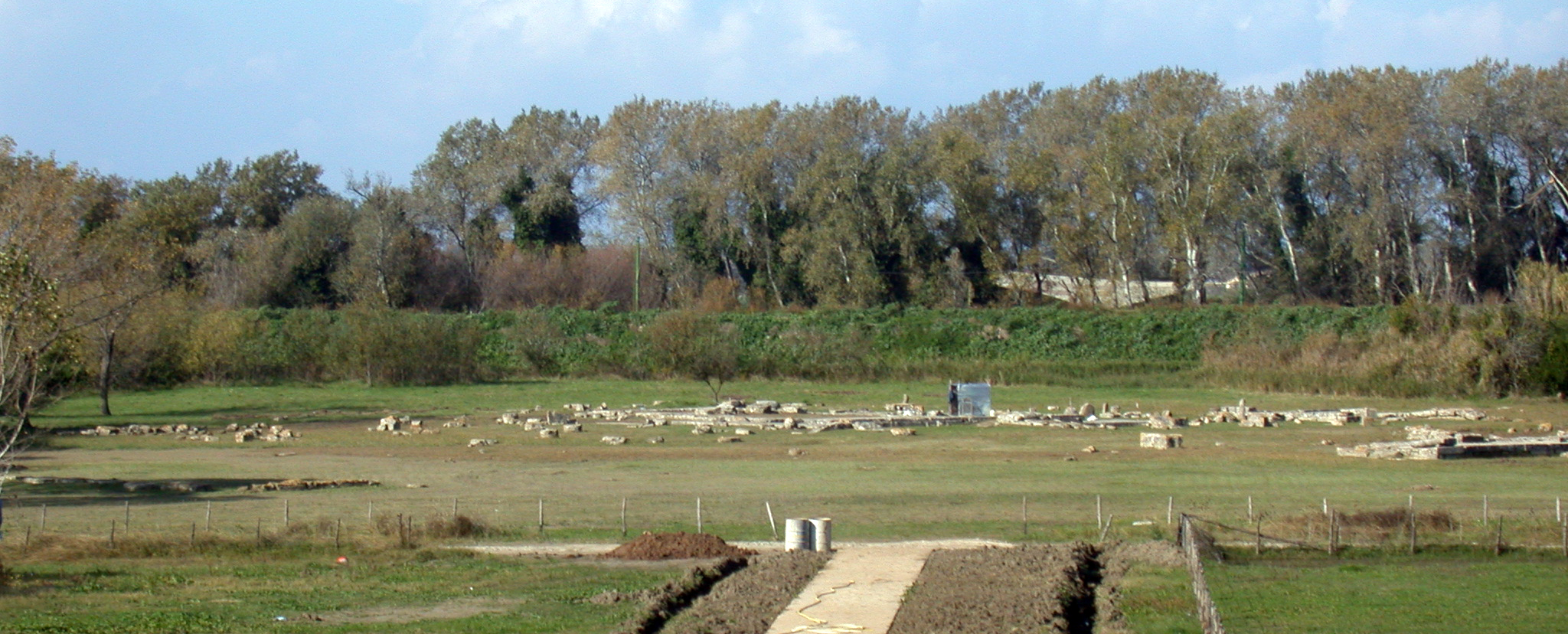
Il ritrovamento dei resti del santuario di Hera Argiva alla foce del Sele è stato guidato dalla fedele indicazione topografica del testo di Strabone

La visione geografica di Strabone, sottesa nella sua trattazione, ha suscitato l'attenzione e l'apprezzamento di importanti geografi del XIX e XX secolo, fondatori di una nuova concezione della geografia, come Friedrich Ratzel e Paul Vidal de la Blache.
I pregi della Geografia di Strabone ne hanno fatto col tempo uno strumento imprescindibile nello studio di tanta parte del mondo antico mediterraneo, nelle diverse implicazioni storiche, geo-topografiche, etnografiche, toponomastiche e archeologiche, tanto che essa è oggetto di frequentissime citazioni in studi moderni.
Non è un caso se importanti opere sul mondo antico mediterraneo sono largamente intessute di corsivi estratti dall'opera di Strabone. Esempi ne sono Jean Bérard, La Magna Grecia, Torino, 1963 e Mario Napoli, Civiltà della Magna Grecia, Eurodes, 1978.
La puntualità delle sue descrizioni, le preziose digressioni storiche, la precisione delle annotazioni topografica, sono elementi che sono di basilare importanza nell'inquadramento e nella soluzione di problemi di indagine archeologica. 
Un esempio eclatante risale al 1934, quando l'appassionata ricerca di due intellettuali confinati, Umberto Zanotti Bianco e Paola Zancani Montuoro, orientata proprio dalle parole di Strabone, rese possibile una delle più importanti scoperte dell'archeologia greca del XX secolo, lo spettacolare ritrovamento dei resti dell'Heraion alla foce del Sele, le cui origini mitiche risalgono a Giasone e gli Argonauti, con l'importante ciclo narrativo-metopale di epoca arcaica:
(Strabone, Geografia, VI, 1, 1)
Questa è invece la descrizione di Plinio: 
(Plinio, Naturalis Historia, III, 70-71)
È da rimarcare la differenza abissale tra la descrizione di Strabone e l'indicazione di Plinio: l'erudito romano colloca infatti il santuario sulla destra idrografica del fiume, nell'ager Picentinus, territorio che un tempo fu degli Etruschi. L'imprecisione di questo passo è stata all'origine dell'incertezza topografica fino alla scoperta dello Heraion alla foce del Sele nel XX secolo.

## Edizioni
- Editio princeps: 1516, Tipografia Aldina

### Traduzioni
- Libro I e II, I Prolegomena, a cura di Federica Cordano e Gabriella Amiotti, Tivoli, Tored, 2013. ISBN 88-88-61740-X
- Libro III e IV, Geografia. Iberia e Gallia, BUR (Biblioteca Universale Rizzoli), Francesco Trotta (a cura di), 1996. ISBN 88-17-17114-X
- Libro V e VI, Geografia. L'Italia, BUR (Biblioteca Universale Rizzoli), Anna Maria Biraschi (a cura di), 1988. ISBN 88-17-16687-1
- Libro VIII, Geografia. Il Peloponneso, BUR (Biblioteca Universale Rizzoli), Anna Maria Biraschi (a cura di), 1992. ISBN 88-17-16859-9
- Libro XI e XII, Geografia. Il Caucaso e l'Asia minore, BUR (Biblioteca Universale Rizzoli), Roberto Nicolai e Giusto Traina (a cura di), 2000. ISBN 88-17-17339-8
- L'Anatolia Meridionale in Strabone - Libro XIV della "Geografia", Edilibri, Nicola Biffi (a cura di), 2009. ISBN 978-88-7228-569-5
- L'Estremo Oriente di Strabone. Libro XV della "Geografia", Edilibri, Nicola Biffi (a cura di), 2005. ISBN 88-7228-450-3
- Il Medio Oriente di Strabone. Libro XVI della "Geografia", Edilibri, Nicola Biffi (a cura di), 2002. ISBN 978-88-7228-356-1
- L'Africa di Strabone. Libro XVII della "Geografia", Edizioni Dal Sud, Nicola Biffi (a cura di), 1999. ISBN 88-7553-025-4